# Minota halmae
Minota halmae es una especie de insecto coleóptero de la familia Chrysomelidae. Fue descrita científicamente en 1906 por Apfelbeck.